# Okres Pfäffikon
Okres Pfäffikon (německy Bezirk Pfäffikon) je jedním z 12 okresů v kantonu Curych ve Švýcarsku. Administrativním centrem okresu je Pfäffikon.

## Poloha
Okres se rozkládá na východě kantonu Curych, východně od Curychu a jižně od Winterthuru.

## Seznam obcí
| Znak              | Název obce        | Počet obyvatel (31. 12. 2023) | Rozloha (km²) | Hustota zalidnění (obyv./km²) |
| ----------------- | ----------------- | ----------------------------- | ------------- | ----------------------------- |
| Bauma             | Bauma             | 5060                          | 29,53         | 171                           |
| Fehraltorf        | Fehraltorf        | 6860                          | 9,47          | 724                           |
| Hittnau           | Hittnau           | 3912                          | 12,95         | 302                           |
| Illnau-Effretikon | Illnau-Effretikon | 17 679                        | 32,91         | 537                           |
| Lindau            | Lindau            | 5875                          | 11,99         | 490                           |
| Pfäffikon         | Pfäffikon         | 12 509                        | 19,52         | 641                           |
| Russikon          | Russikon          | 4567                          | 14,21         | 321                           |
| Weisslingen       | Weisslingen       | 3466                          | 12,81         | 271                           |
| Wila              | Wila              | 2077                          | 9,19          | 226                           |
| Wildberg          | Wildberg          | 1028                          | 10,57         | 97                            |
| Celkem (10)       | Celkem (10)       | 63 033                        | 163,15        | 386                           |